# Hugo Alberto Franco
Hugo Alberto Franco (Ciudad Autónoma de Buenos Aires, 3 de julio de 1944) es un político argentino, fue diputado nacional entre 2003 y 2006, Secretario de Seguridad Interior de la Nación (1993 - 1994), Director Nacional de Migraciones (1995-1999) y Secretario de Asuntos Militares en el Ministerio de Defensa (2001). Fue asesor del Gobierno de la provincia de Buenos Aires y candidato a Intendente de San Isidro.

## Biografía

### Primeros años
Franco fue apoderado de la Diócesis de Córdoba, elegido por el Arzobispo de la ciudad, Raúl Primatesta. 
Entre 1983 y 1987, se desempeñó como asesor de la provincia de Santa Fe, bajo la gobernación de José María Vernet. Tenía 39 años.
En 1990, presidió de la empresa siderúrgica estatal SOMISA. Durante su gestión, llevó el acero argentino que solo exportaba a China, India o Irán, a los grandes grandes mercados de Japón, Estados Unidos, Canadá y la Unión Europea, entre otros.[cita requerida]

### Funcionario público
Entre septiembre de 1993 y julio de 1994, Franco ejerció el cargo de Secretario de Seguridad Interior bajo la presidencia de Carlos Menem. Desde ese cargo, tuvo la responsabilidad de conducir a las Fuerzas de Seguridad, llevando adelante un proceso de modernización a partir de la incorporación de nuevas tecnologías, equipamientos y capacitación de los cuadros profesionales. 
Entre enero de 1995 y septiembre de 1999, se desempeñó como Director Nacional de Migraciones. Durante esos años, avanzó en la digitalización de los datos de Migración y sentó las bases para la conformación de una "base de datos inteligente" para que el Estado pudiera formular estadísticas y apoyar otras áreas gubernamentales.[cita requerida]
En 1999, ganó las elecciones internas del peronismo y fue el candidato del partido a Intendente de San Isidro. Gustavo Posse se impondría en las elecciones generales.
En 2001, fue nombrado Secretario de Asuntos Militares del Ministerio de Defensa. En ese momento, se fusionaron el Ministerio de Relaciones Exteriores y el de Defensa, quedando bajo la responsabilidad de José María Vernet, exgobernador de la provincia de Santa Fe. Allí, la Secretaría de Defensa fue ocupada por Hugo Alberto Franco. 
En 2003, fue elegido Diputado nacional, cargo que ejerció hasta diciembre de 2007. Bajo la representación del Frente Popular Bonaerense (FRE PO BO), liderado por el exmilitar Aldo Rico, Se convirtió en interlocutor entre la oposición y oficialismo, permitió que se sancionaran leyes impulsadas por distintos sectores. Durante esos años, se especializó en temáticas vinculadas a la Seguridad, Inteligencia y la lucha contra las organizaciones mafiosas.[cita requerida]
Desde enero de 2006, Franco ejerció como Secretario de Estado de la Legalidad y Relaciones Institucionales de la provincia de San Luis. Entre otras facultades, tuvo la responsabilidad de la Seguridad en la Provincia y el mando sobre la Policía del Estado. Durante su gestión, logró la promulgación de leyes que contribuyeron a un "mejor ordenamiento jurídico". Además, se reguló el funcionamiento del servicio penitenciario y abrieron oficinas públicas para facilitar el "acceso a la justicia" de los ciudadanos.[cita requerida]